# Vittorio Gassman
Vittorio Gassman, rodným příjmením Gassmann, (1. září 1922 – 29. června 2000) byl italský herec a režisér. Roku 1975 získal hlavní hereckou cenu na festivalu v Cannes, za roli ve filmu Profumo di donna (Vůně ženy).

## Život
Narodil se v Janově, jeho otec byl Němec, matka Židovka. Vystudoval herectví na Accademia Nazionale d'Arte Drammatica. Na divadle se prosadil nejprve v divadelní společnosti Luchina Viscontiho (upozornil na sebe především rolí Stanley Kowalskiho ve Williamsově Tramvaji do stanice Touha), poté přešel do italského národního divadla (Teatro Nazionale), kde ztvárnil řadu klasických rolí (Hamlet apod.) Jeho proslulost v italském kulturním prostoru hodně souvisela s tím, že jako jeden z prvních herců začal pravidelně hrát v italské televizi. Již roku 1956 ho proslavil televizní cyklus Il Mattatore, a označení Il Mattatore se také stalo jeho celoživotní přezdívkou (zhruba ve smyslu Pan Herec). K jeho nejslavnějším italským filmům patří: Zmýlená neplatí (1958), Velká válka (1959), Il sorpasso (1962), Strašidla (1963), L'armata Brancaleone (1966), Profumo di donna (1974) či C'eravamo tanto amati (1974). Prosadil se ovšem i v Hollywoodu (Rhapsody po boku Elizabeth Taylorové, War and Peace, Cry of the Hunted, Glass Wall, Dirty game, Nude bomb, Sharky's Machine, Sleepers ad.) Věnoval se i filmové režii (Kean, L'Alibi, Senza famiglia, nullatenenti cercano affetto, Di padre in figlio). Ve Florencii založil vlastní divadelní školu.